# Juliane Langgemach
Juliane Langgemach (* 6. November 1994 in Dresden; jetzt Juliane Schröder) ist eine deutsche Volleyballspielerin.

## Karriere
Langgemach begann ihre Karriere beim VC Olympia Dresden. Sie wurde 2010 und 2011 Deutsche Meisterin U18 und Bundespokalsiegerin. 2012 ging sie zum Bundesligisten Dresdner SC. 2013 erreichte sie mit dem Verein das Finale um die deutsche Meisterschaft. 2014 und 2015 gewann Langgemach mit Dresden jeweils den Titel. 2015 wechselte sie zum Ligakonkurrenten Ladies in Black Aachen. Am 16. Juli 2015 kam Langgemach beim Grand Prix im Spiel gegen die Dominikanische Republik zu ihrem ersten Einsatz in der A-Nationalmannschaft. 2016 wechselte die Mittelblockerin innerhalb der Bundesliga zum USC Münster. 2023 beendete sie ihre Karriere.